# آرتور اشنایدر
آرتور اشنایدر (انگلیسی: Artur Schneider؛ زادهٔ ۱ مهٔ ۱۹۹۳) بازیکن فوتبال اهل آلمان است.
از باشگاه‌هایی که در آن بازی کرده‌است می‌توان به باشگاه فوتبال زاربروکن اشاره کرد.